# DeSmuME
DeSmuME（曾名为YopYop DS）是一个自由软件，是任天堂 DS，即Nintendo DS(NDS)系列掌上游戏机的模拟器。
它最初是由YopYop156使用C++开发并运行在Linux，Mac OS以及Windows上的免费软件。DeSmuME同样被移植到了其他硬件平台上，例如SONY的PlayStation Portable游戏机。DeSmuME可以运行NDS平台上的商业或者自制ROM，后来的版本已经完全成为了多平台并拥有多种用户界面特性的软件。
DeSmuME的名字取自“emu”，即emulator（模拟器）的缩写，“DS”和“me”，代表“DS emulator for me”（“我的DS模拟器”）的含义。

## 历史

### 最初的版本
DeSmuME最早只有法语版本，后来被其用户翻译成了包括英语在内的其他语言。
DeSmuME的早期版本支持许多自制NDS ROM的Demo以及少量的使用无线功能的多启动ROM的Demo。
由于在法国法律条款关于模拟器开发的变更，原作者YopYop在0.3.3版本之后停止了DeSmuME的开发。同时公布了其源代码。

### 现在
2013年4月30日，版本0.9.9 發行，宣告採用即時編譯（Just-in-time compilation，JIT），提高程序運行效率。 
在原作者停止更新后的最初一段时间，许多开发者发布了他们自己的，当然，是基于YopYop的原始代码的DeSmuME增强版本。
这些开发者后来决定联合起来并整合他们自己的开发成果而成立了一个社区。DeSmuME现在已经有了巨大地改进并支持了许多新特性，例如即时存档和屏幕大小缩放功能，还有的版本甚至可以实现Wi-Fi连接。

## 腳注
1. 1 2  DeSmuME 0.9.9 released! « DeSmuME （页面存档备份，存于），2013年4月30日